# Пресервы

Пресервы из кусочков филе сельди в полимерной упаковке

Пресе́рвы (от позднелат. praeservo «предохраняю») — рыбные продукты, которые были подвергнуты специальной обработке (консервации) и упаковке с целью длительного хранения без порчи. Способом консервации является соление — обработка рыбы большим количеством поваренной соли. Кроме этого пресервы обычно содержат антисептик как дополнительный консервант. 
В процессе посола происходит некоторая ферментация рыбы — рыба «созревает», в результате чего вкус её значительно меняется, она становится вкуснее.
Пресервы принципиально отличаются от консервов тем, что не проходят тепловой обработки (термической стерилизации). В связи с этим пресервы требуют строгого соблюдения непрерывности холодильной цепи с момента изготовления до их потребления. Обычно, температура хранения пресервов составляет от 0 до −8 °C. При этой температуре бактериальные процессы сильно замедляются, но замораживания продукта не происходит (из-за высокого содержания соли). Срок хранения пресервов, в сравнении с консервами, гораздо меньше, обычно — до 4 мес.
Сырьем для пресервов являются различные промысловые рыбы — сельдевые, анчоусовые, скумбриевые, ставридовые, лососевые. Наибольшей популярностью пользуются пресервы из сельди атлантической и тихоокеанской, мойвы, кильки и иваси. Для производства используют как рыбу-сырец, так и охлаждённую, а также мороженую. Ассортимент рыбных пресервов очень широк, выпускаются с рыбой в целом виде, разделанной на филе, филе-кусочки и тушки.
В качестве антисептика применяют бензойнокислый натрий, а также более безвредный консервант сорбат калия или уксусную кислоту. В качестве тары для пресервов используется жестяная тара ёмкостью 50−5000 г, стеклянные банки с жестяными крышками ёмкостью 50−500 г, банки из полимерных материалов. Жестяная тара для пресервов лакируется изнутри во избежание реакции с агрессивными средами рассолов или маринадов.
В СССР в 1980-е годы выпускалось около 100 наименований различных пресервов, считавшихся высококачественной деликатесной продукцией. Пресервы обычно подаются к столу в качестве закуски.

## Виды пресервов
По способу обработки различают солёные, пряные и маринованные пресервы. К солёным пресервам относятся баночная сельдь, скумбрия, мойва и сайра. Предварительно промытую в проточной морской воде и отсортированную по размерам и качеству рыбу направляют на фасовку. Посол производится соляной смесью с сахаром-песком и бензойнокислым натрием: рыбу поштучно обваливают в посольной смеси и укладывают в тару взаимно перекрещивающимися рядами. Остатки смеси засыпаются на верхний ряд рыбы. После выдержки в течение двух часов прошедшую осадку рыбу герметично закатывают. Закатанные банки с пресервами упаковывают в картонные или деревянные ящики и помещают для просаливания и созревания в холодильную камеру на выдержку сроком от 60 до 120 суток при температуре от 0 до −2 °C. Для равномерного просаливания в процессе выдержки пресервы дважды переворачивают.
Пряные пресервы готовят в основном из мелких рыб: кильки, хамсы, салаки. Промытую мелкую рыбу после стекания смешивают с пряностями и солью и укладывают в банки. Банки проходят выдержку для усадки, затем дополняются рыбой и закатываются. Некоторые виды пряных и маринованных пресервов из рыбного филе приготовляют с использованием маринованных овощей и фруктов, ягод, растительного масла, вина, горчицы, майонеза. Филе сельди небольшого размера, завёрнутые в скреплённый деревянной шпилькой рулончики с кусочками солёных или маринованных огурцов, лука, называются рольмопсами. Рыбное филе крупного размера разрезают поперёк на кусочки, укладывают в банки и заливают уксусно-соляной заливкой или пряным маринадом.